# Karel Effa
Karel Effa, původním jménem Karel Effenberger (23. května 1922 Praha – 11. června 1993 Praha), byl český herec.

## Život
Jako voják z povolání za 2. světové války sloužil ve Vládním vojsku v období Protektorátu Čechy a Morava, které bylo odveleno do Itálie. Zde posléze zběhl k československým jednotkám bojujícím na straně západních spojenců. Po válce zůstal v armádě v hodnosti četaře, hrál a zpíval dva roky v nově vzniklém Armádním uměleckém souboru Víta Nejedlého. Odtud pak přešel do Divadla satiry, z něj do Divadla státního filmu, odtud pak do Hudebního divadla v Karlíně, z něj si nakrátko odskočil do Divadla ABC, aby se opět vrátil do karlínského divadla. Od roku 1979 byl členem divadla Semafor.
Karel Effa byl velmi výrazný komediální herec, jenž za svůj život vytvořil 71 menších a epizodních filmových rolí – např. padoucha Pancho Kida v české komedii Limonádový Joe aneb Koňská opera, černého Gustava ve známém Zemanově filmu Ukradená vzducholoď, či strážce pokladu v pohádkovém filmu Pyšná princezna. Karel Effa po mnoho let působil jako člen hereckého souboru Československého státního filmu, resp. Filmového studia na Barrandově, zahrál si i v Divadle na Fidlovačce, či v někdejším hudebním divadle v pražských Nuslích, působil i v poválečném Divadle satiry. Také v menších rolích účinkoval v mnoha hudebních i zábavných pořadech Československé televize.
Kromě vystupování v divadle, televizi a ve filmu uskutečnil za svůj život na šest tisíc zájezdových vystoupení, kde uplatnil svůj lidový humor, hru na kytaru a zpěv trampských písní. Celý život také zůstal trampem, jezdil do Brd, často do osady Ztracenka.
V roce 1964 se stal zakládajícím členem Odboru přátel a příznivců Slavie, který měl za cíl zachránit a pozdvihnout fotbalovou Slavii, toho času živořící ve druhé fotbalové lize.

## Citát
Jak to v životě chodí, navazovala se v Karlíně i v Nuslích pevná, upřímná přátelství. Jedním z mých největších divadelních přátel byl Karel Effa. Nedožil se bohužel onoho slavného okamžiku, který by prožil spolu s námi, když v roce 1996 získala Slavia po mnoha letech titul mistra ligy. Měl by z toho velkou radost. Karlík byl jedním ze zakládajících členů odboru přátel Slavie, což vždycky s hrdostí zdůrazňoval. A ať se dostal kamkoliv, nikdy nezapomněl, že je slávista a že vystupuje i jejím jménem. Říkal to při každé příležitosti při setkání s lidmi, s nimiž přicházel do styku v klubech nebo při účinkování na různých estrádách. 
Milan Neděla

## Film
- 1947 Nikdo nic neví
- 1947 Poslední mohykán
- 1947 Uloupená hranice
- 1947 Znamení kotvy
- 1948 Ves v pohraničí
- 1948 Železný dědek
- 1949 Rodinné trampoty oficiála Tříšky
- 1952 Haškovy povídky ze starého mocnářství
- 1952 Nad námi svítá
- 1952 Pyšná princezna
- 1954 Cirkus bude!
- 1955 Hudba z Marsu
- 1955 Muž v povětří
- 1955 Vzorný kinematograf Haška Jaroslava
- 1956 Synové hor
- 1957 Florenc 13.30
- 1958 Hvězda jede na jih
- 1958 O věcech nadpřirozených
- 1959 Májové hvězdy
- 1959 Princezna se zlatou hvězdou
- 1960 Pochodně
- 1961 Florián
- 1961 Procesí k panence
- 1961 Ztracená revue
- 1962 Baron Prášil
- 1963 Až přijde kocour
- 1964 Bláznova kronika
- 1964 Limonádový Joe aneb Koňská opera
- 1964 Sparta - Slavia
- 1966 Martin a devět bláznů
- 1966 Robin Hood, der edle Räuber
- 1966 Dýmky
- 1966 Kdo chce zabít Jessii?
- 1968 Šíleně smutná princezna
- 1968 Ukradená vzducholoď
- 1969 Zabil jsem Einsteina, pánové…
- 1970 Čtyři vraždy stačí, drahoušku
- 1970 Na kometě
- 1970 Pane, vy jste vdova
- 1971 Slaměný klobouk
- 1972 Zlatá svatba
- 1973 Noc na Karlštejně
- 1974 Sám proti městu
- 1975 Cirkus v cirkuse
- 1977 Adéla ještě nevečeřela
- 1977 Ať žijí duchové
- 1977 Honza málem králem
- 1978 Deváté srdce
- 1979 Hodinářova svatební cesta korálovým mořem
- 1981 Buldoci a třešně
- 1982 Ze staré drogerie
- 1983 ...a zase ta Lucie!
- 1984 Amadeus
- 1985 A co ten ruksak, králi?
- 1985 Perinbaba
- 1987 Figurky ze šmantů
- 1988 Paní Liška

(Tento soupis filmů, v nichž účinkoval Karel Effa, není úplný.)

## Televize
- 1970 Kabaret u Zvonečku (zábavný pořad ČST)
- 1972 Písničky ke kávě (hudební pořad ČST)
- 1979 Bakaláři (cyklus povídek na náměty od diváků)
- 1979 Silvestr 1979 aneb Hrajeme si jako děti (silvestrovský zábavný pořad ČST)
- 1981 Šest ran do klobouku (soutěžní zábavný pořad ČST)
- 1986 Kavárnička dříve narozených (rozhovory se známými osobnostmi)

(Tento soupis je neúplný, Karel Effa účinkoval v desítkách televizních pořadů různých typů i žánrů.)
Seriály:
- 1968 Klapzubova jedenáctka (TV seriál)
- 1972 Pan Tau (TV seriál)
- 1976 30 případů majora Zemana (TV seriál)
- 1980 Dnes v jednom domě (TV seriál)
- 1981 Nemocnice na kraji města (TV seriál)
- 1983 Létající Čestmír (TV seriál)
- 1987 Křeček v noční košili (TV seriál)
- 1993 Arabela se vrací (TV seriál)

Dokumentární filmy:
- 1997 Úsměvy Karla Effy (dokument ČT z cyklu Úsměvy)
- 2008 Zlomený vlastenec (dokument ČT z cyklu Příběhy slavných)

Divadelní záznamy:
- 1974 Bílý akát (TV záznam operety z Hudebního divadla v Nuslích)
- 1985 S Pydlou v zádech (TV záznam komedie z Divadla Semafor)

## Divadlo
Hudební divadlo Karlín:
- Johann Nepomuk Nestroy: Lumpacivagabundus (1952) – Dědáček
- Voskovec a Werich: Kat a blázen (1962) – Don Cristobal a Almara
- Josef Kajetán Tyl: Paní Marjánka, matka pluku (1963) – principál
- Jacques Offenbach: Šestá žena Modrovousova (1963) – král Bobeš
- Charles Dyer: Řehtačka (1968) – fotbalový fanoušek

Národní divadlo:
- Bratři Čapkové: Ze života hmyzu (1965) – novinář

Hudební divadlo v Nuslích:
- IIsaak O. Dunajevskij: Bílý akát (1974) – asistent Morgunov

## Autobiografie
- 1987 Ve znamení náhody (předmluva František Kožík; Melantrich 1987 a Zdeněk Vašíček Ostrava 1992)